# Марказий (стадион, Хорог)
Маркази́й, также встречается название Центра́льный стадион Хоро́га (тадж. Варзишгоҳи Марказии Хоруғ) — многоцелевой стадион в административном центре Горно-Бадахшанской автономной области Таджикистана — городе Хороге. 
Стадион построен в 1980-е годы прошлого века. В 2000-х годах был реконструирован. Вмещает в себя 15 тысяч зрителей. В разные годы на данном стадионе проводили свои домашние матчи различные футбольные клубы города и ГБАО. Является домашним стадионом сборной Бадахшана и клубов выступающих во второй лиге чемпионата Таджикистана. В настоящее время на стадионе помимо футбольных матчей, проводятся различные спортивные турниры и мероприятия а также городские праздники и выступления.